# Заливной (Башкортостан)
Заливно́й (баш. Заливной) — село в Стерлитамакском районе Республики Башкортостан Российской Федерации. Входит в состав Наумовского сельсовета.

## География
Село находится на правом берегу реки Ашкадар.

### Географическое положение
Расстояние до:
- районного центра (Стерлитамак): 5 км,
- центра сельсовета (Наумовка): 7 км,
- ближайшей ж/д станции (Стерлитамак): 5 км.

## Население
| 2002 | 2009 | 2010 |
| ---- | ---- | ---- |
| 403  | ↗416 | ↘401 |

### Национальный состав
Согласно переписи 2002 года, преобладающие национальности — русские (34 %), башкиры (33 %).